# 八幡市
八幡市（日语：／ Yawata shi */?）是位於京都府南部、緊鄰大阪府的城市，地處木津川、淀川、桂川的匯流處南側，過去是石清水八幡宮的門前町，也因此以「八幡」作為城市名稱；在全日本則是繼福岡縣八幡市、愛媛縣八幡濱市、滋賀縣近江八幡市，第四個使用「八幡」做為市名的城市，但除了八幡濱市以外，在另外兩個城市名稱中「八幡」的日文讀音和本市是不同的。

## 人口
| 八幡市人口分布圖 |                                               |  |
| 八幡市與日本全國年齡別人口分布比較圖 （2005年資料） | 八幡市的年齡、男女別人口分布圖 （2005年資料） |  |
| ■紫色是八幡市 ■綠色是全国 | ■藍色是男性 ■紅色是女性                       |  |
| 八幡市人口變化 \| 1970年 \| 22,974人 \| \| \| 1975年 \| 50,132人 \| \| \| 1980年 \| 64,882人 \| \| \| 1985年 \| 72,356人 \| \| \| 1990年 \| 75,758人 \| \| \| 1995年 \| 75,779人 \| \| \| 2000年 \| 73,682人 \| \| \| 2005年 \| 74,252人 \| \| \| 2010年 \| 74,227人 \| \| \| 2015年 \| 72,664人 \| \| \| 2020年 \| 70,433人 \| \| |                                               |  |
| 資料來源：日本總務省統計中心提供之人口普查數據 |                                               |  |
| 1970年 | 22,974人                                      |  |
| 1975年 | 50,132人                                      |  |
| 1980年 | 64,882人                                      |  |
| 1985年 | 72,356人                                      |  |
| 1990年 | 75,758人                                      |  |
| 1995年 | 75,779人                                      |  |
| 2000年 | 73,682人                                      |  |
| 2005年 | 74,252人                                      |  |
| 2010年 | 74,227人                                      |  |
| 2015年 | 72,664人                                      |  |
| 2020年 | 70,433人                                      |  |

## 历史
在令制國時代屬於山城國綴喜郡，過去由於位處木津川、淀川、桂川的匯流處，成為水上交通的樞紐；9世紀時為鎮護平安京，自九州請了八幡神至此地的男山建立石清水八幡宮，從此此地開始以門前町的形式發展。
自8世紀起，也曾在此與位於淀川對岸的山崎之間多次架設山崎橋，但由於屢遭洪水沖毀，在11世紀後即無此橋的紀錄，16世紀末豐臣秀吉時期一度重建此橋，但再次遭到沖毀後，直到20世紀之前，此地要通過淀川都只能靠渡船。
在江戶時代分屬寺社領、天領，也有部分區域屬於淀藩的領地。1868年江戶幕府結束後，屬於天領和寺社領的部分被劃入京都裁判所，旋即又改設為京都府；1871年屬於淀藩的部分短暫改設淀縣管轄後，於同年底也被併入京都府。
1889年實施町村制，現在的八幡市範圍在當時分屬：八幡町、都都城村、有智鄉村，此時的八幡町即為過去石清水八幡宮的門前町區域；1954年都都城村和有智鄉村被併入八幡町，形成現在八幡市轄區的範圍，1977年11月1日進一步改制為八幡市。

### 變遷表
| 1889年4月1日 | 1889年 - 1926年 | 1926年 - 1944年 | 1945年 - 1954年          | 1955年 - 1989年      | 1989年 - 现在        | 现在                 |
| ------------ | --------------- | --------------- | ------------------------ | -------------------- | -------------------- | -------------------- |
| 八幡町       | 八幡町          | 八幡町          | 八幡町                   | 1977年11月1日 八幡市 | 1977年11月1日 八幡市 | 1977年11月1日 八幡市 |
| 都都城村     | 都都城村        | 都都城村        | 1954年10月1日 并入八幡町 | 1977年11月1日 八幡市 | 1977年11月1日 八幡市 | 1977年11月1日 八幡市 |
| 有智乡村     |                 |                 | 1954年10月1日 并入八幡町 | 1977年11月1日 八幡市 | 1977年11月1日 八幡市 | 1977年11月1日 八幡市 |

## 交通
京阪電氣鐵道京阪本線沿著木津川通過市區北側，轄內設有八幡市車站及橋本車站，八幡市車站可以直接換乘京阪鋼索線到位於男山山上的男山山上站前往石清水八幡宮。
客運則有京阪巴士及其子公司京都京阪巴士經營的客運路線。

### 鐵路
- 京阪電氣鐵道
  - 京阪本線：（←枚方市） - 橋本車站 - 八幡市車站 - （京都市）

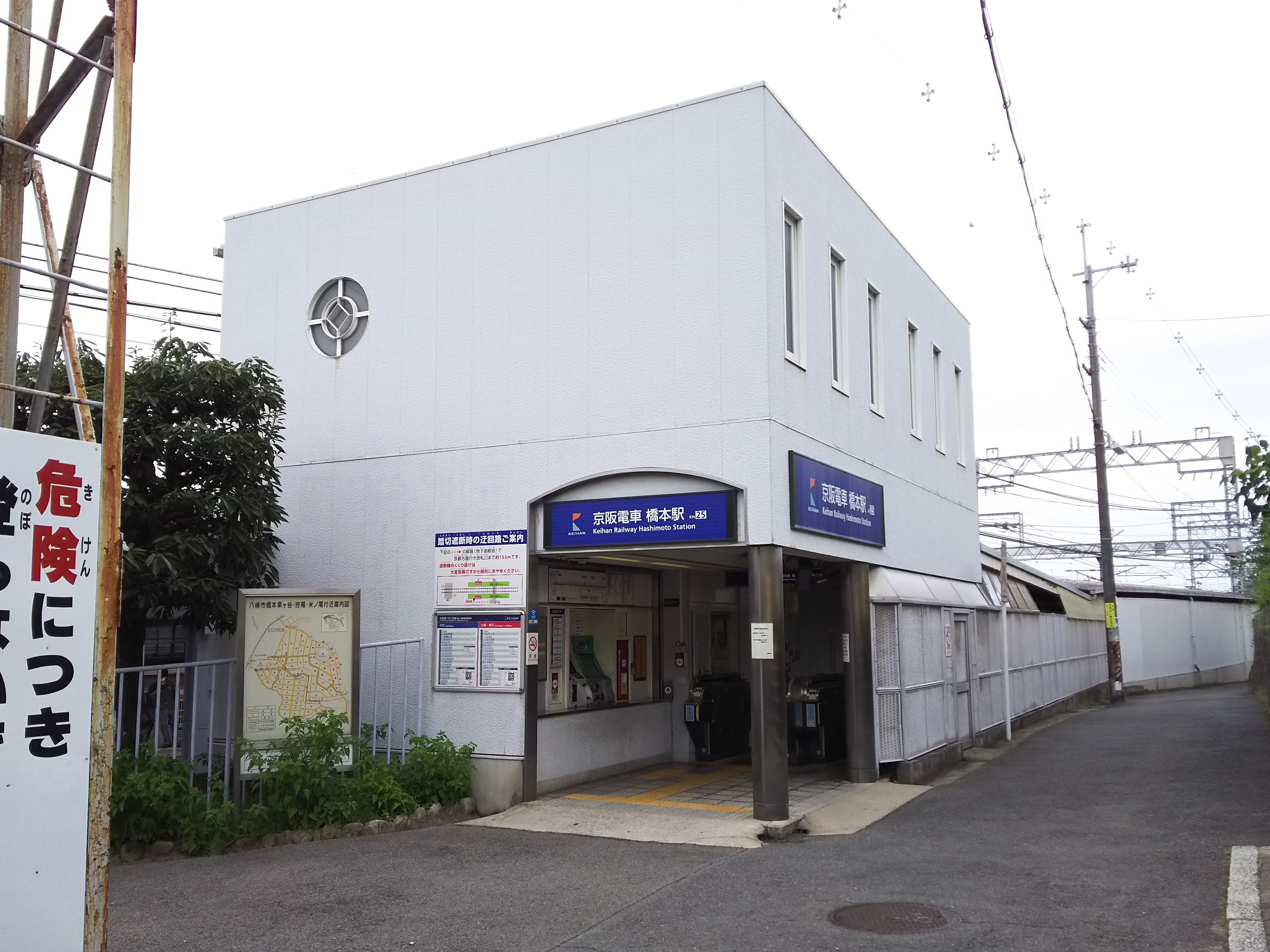
橋本車站
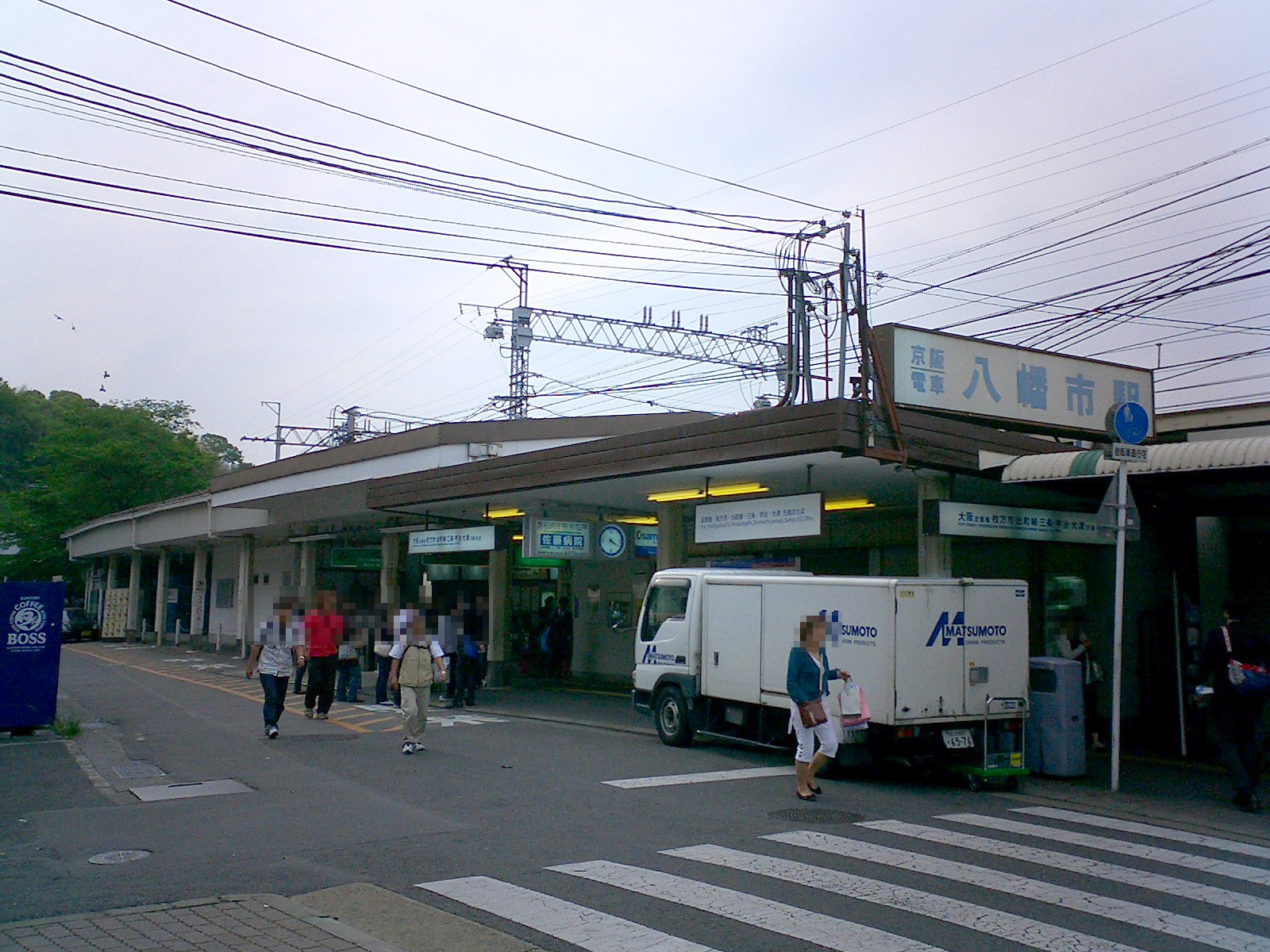
八幡市車站
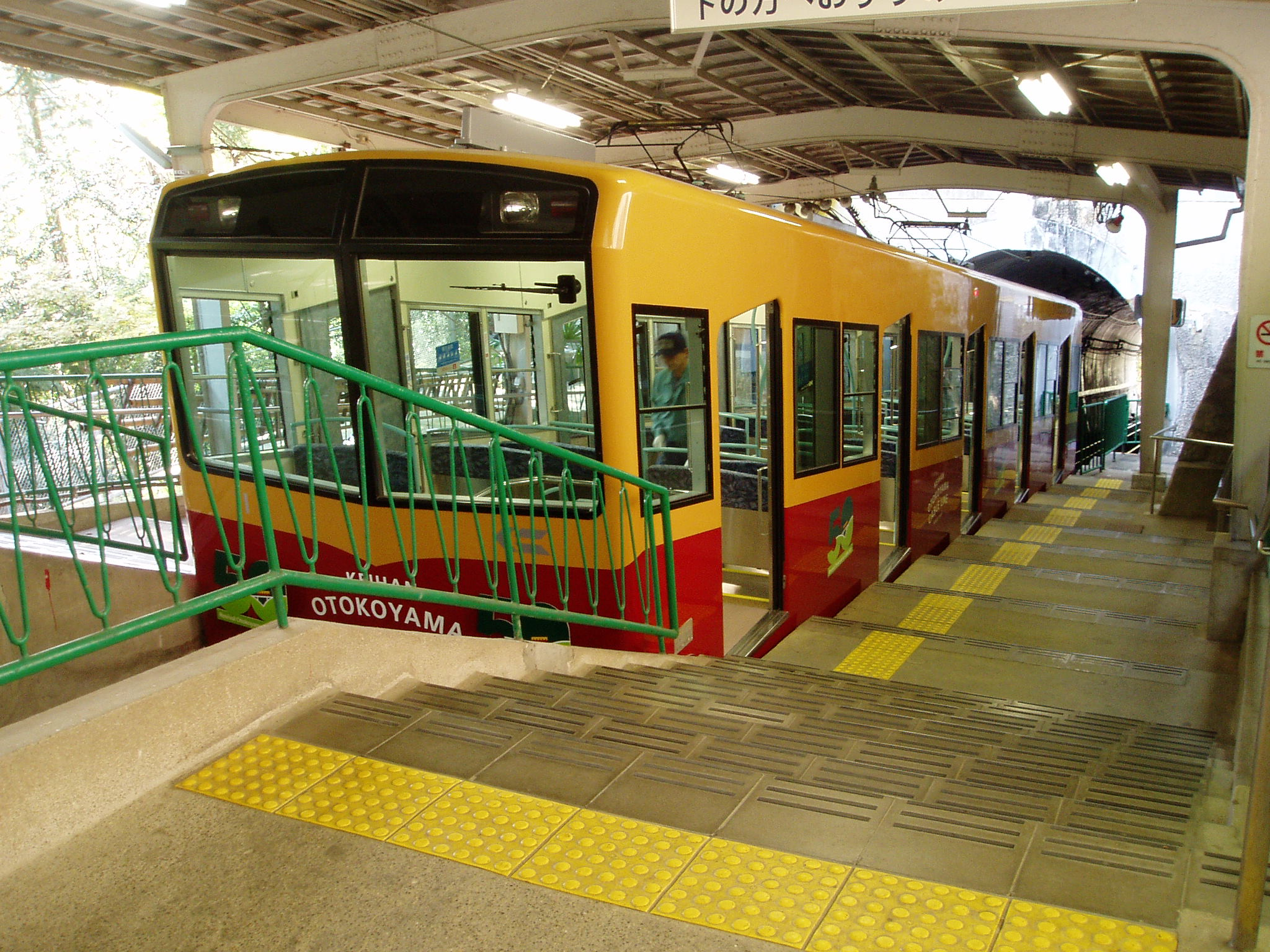
京阪纜車
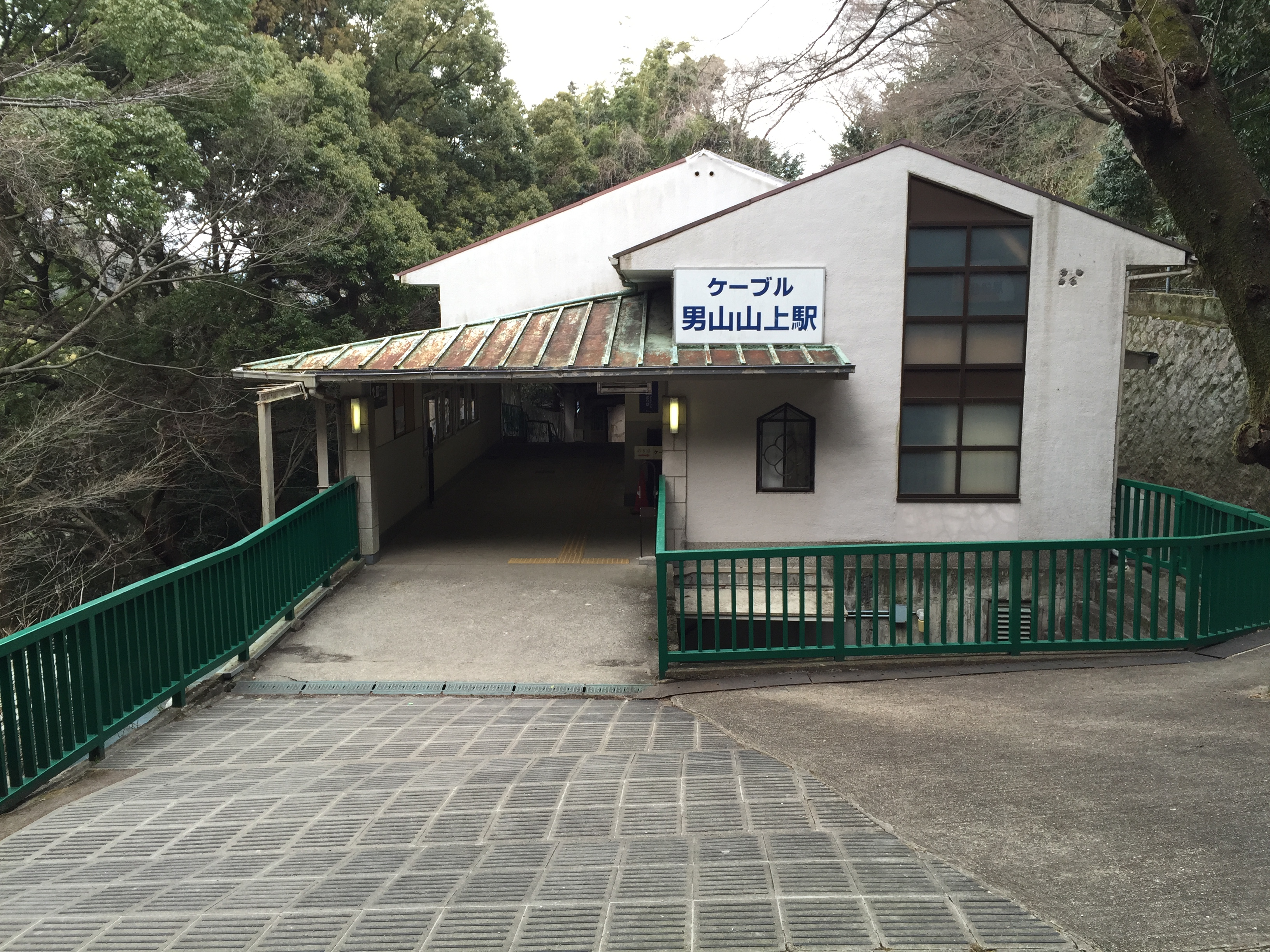
纜車男山山上站

## 觀光資源
- 石清水八幡宮：日本三大八幡宮之一。
- 飛行神社（日语：飛行神社）：由日本最早研究航空科學的學者二宮忠八（日语：二宮忠八）所建立的神社。

## 本地出身之名人
- 與真司郎：歌手、演員，AAA成員。
- 西田麻衣：寫真偶像、達人及女演員。
- 藤田宗一：前職業棒球選手。
- 堀口悠紀子、BUNBUN：市长堀口文昭的子女，分别为知名的原画师和插画家。

## 外部連結
- （日語） 八幡觀光協會 （页面存档备份，存于）